# Mekargading
Mekargading is een bestuurslaag in het regentschap Indramayu van de provincie West-Java, Indonesië. Mekargading telt 3573 inwoners (volkstelling 2010).